# Wyższa Szkoła Zarządzania w Warszawie
Wyższa Szkoła Zarządzania / Polish Open University (ang. Polish Open University, POU) – nieistniejąca uczelnia niepubliczna z siedzibą w Warszawie, posiadała oddziały w Krakowie i Legnicy. Uczelnia prowadziła studia zarówno w trybie dziennym, jak i wieczorowym, a także w systemie e-learning. Specjalizowała się w kierunkach związanych z zarządzaniem, marketingiem i biznesem. W 2015 roku została włączona do Akademii Finansów i Biznesu Vistula.

## Historia
- 1991 – POU ruszył z modułem pilotażowego programu, pierwszych 100 studentów rozpoczęło naukę w Warszawie
- 1992 – rozpoczął działalność Oddział Dolnośląski Wyższej Szkoły Zarządzania / Polish Open University w Legnicy
- 1993 – otwarto Oddział Małopolski Wyższej Szkoły Zarządzania / Polish Open University w Krakowie
- 1997 – POU uzyskał uprawnienia do nadawania tytułu magistra
- 1997 – uruchomiono program studiów MBA. Absolwenci POU mogli otrzymać równolegle dyplom magistra i MBA
- 2000 – uczelnia z sukcesem przeszła proces walidacji i uzyskała akredytację Oxford Brookes University
- 2002 – studia MBA jako pierwsze w Polsce uzyskały akredytację AMBA – The Association of MBAs. POU został instytucjonalnym członkiem tego stowarzyszenia i tym samym dołączył do grona liczącego ówcześnie 70 najlepszych szkół biznesu na świecie
- 2003 – jako pierwsza uczelnia w Polsce została uhonorowana godłem „Teraz Polska” za e-learning: innowacyjny system nauczania z wykorzystaniem Internetu
- 2004 – zajęła I miejsce w rankingu „Wprost”, w kategorii niepaństwowych wyższych szkół biznesu i zarządzania[2]
- 2005 – po raz drugi zajęła I miejsce w rankingu „Wprost”, w kategorii niepaństwowych wyższych szkół biznesu i zarządzania[3]
- 2006 – po raz trzeci zajęła I miejsce w rankingu „Wprost”, w kategorii niepaństwowych wyższych szkół biznesu i zarządzania[4]
- 2006 – uruchomiła nowy program studiów magisterskich – Komunikacja Strategiczna w Marketingu
- 2007 – w marcu 4 programy studiów w języku angielskim otrzymały akredytację Oxford Brookes University[potrzebny przypis]
- 2007 – po raz czwarty uczelnia zajęła I miejsce w rankingu „Wprost”, w kategorii niepaństwowych wyższych szkół biznesu i zarządzania[5]
- 2007 – ruszyło Centrum Wschodnie Polish Open University – biznesowa inicjatywa uczelni – którego misją jest pomoc firmom w praktycznym wykorzystaniu potencjału rynków Europy Środkowo-Wschodniej
- 2008 – Wyższa Szkoła Zarządzania / Polish Open University uruchomiła we Wrocławiu studia Executive MBA
- 2008 – The Association of MBAs ponownie akredytowało program studiów MBA prowadzony przez POU[6]
- 2009 – zmarł prof. dr hab. Jerzy Kalisiak, współtwórca i Rektor Wyższej Szkoły Zarządzania / Polish Open University
- 2010 – Wyższa Szkoła Zarządzania / Polish Open University przeszła z sukcesem proces reakredytacji Państwowej Komisji Akredytacyjnej (PKA)
- 2011 – obchody 20-lecia uczelni. Konferencja POU „Ewolucja czy rewolucja. Czas przemian, czas wyzwań” na temat zmian w gospodarce, zarządzaniu, edukacji które zaszły w ostatnich 20 latach
- 2011 – uruchomiono roczne studia Master of Science, realizowane w języku polskim, których absolwenci otrzymują dyplom Oxford Brookes University – to pierwsza tego typu oferta na polskim rynku
- 2013 – The Association of MBAs ponownie akredytowało program studiów MBA prowadzony przez POU. Jednocześnie akredytację uzyskał nowy tryb EMBA wykorzystujący innowacyjny e-learningowy system POU[6]
- 2015 – nastąpiło połączenie Wyższej Szkoły Zarządzania / Polish Open University i Akademii Finansów i Biznesu Vistula w Warszawie.

Źródło: Oficjalna strona uczelni

## Oddziały
WarszawaMazowiecki oddział POU znajdował się przy ulicy Domaniewskiej 37 A.
KrakówMałopolski oddział POU znajdował się przy ulicy Głowackiego 12 na krakowskiej Krowodrzy.
Legnica
Dolnośląski Oddział POU znajdował się przy ul. Łukasińskiego 25.

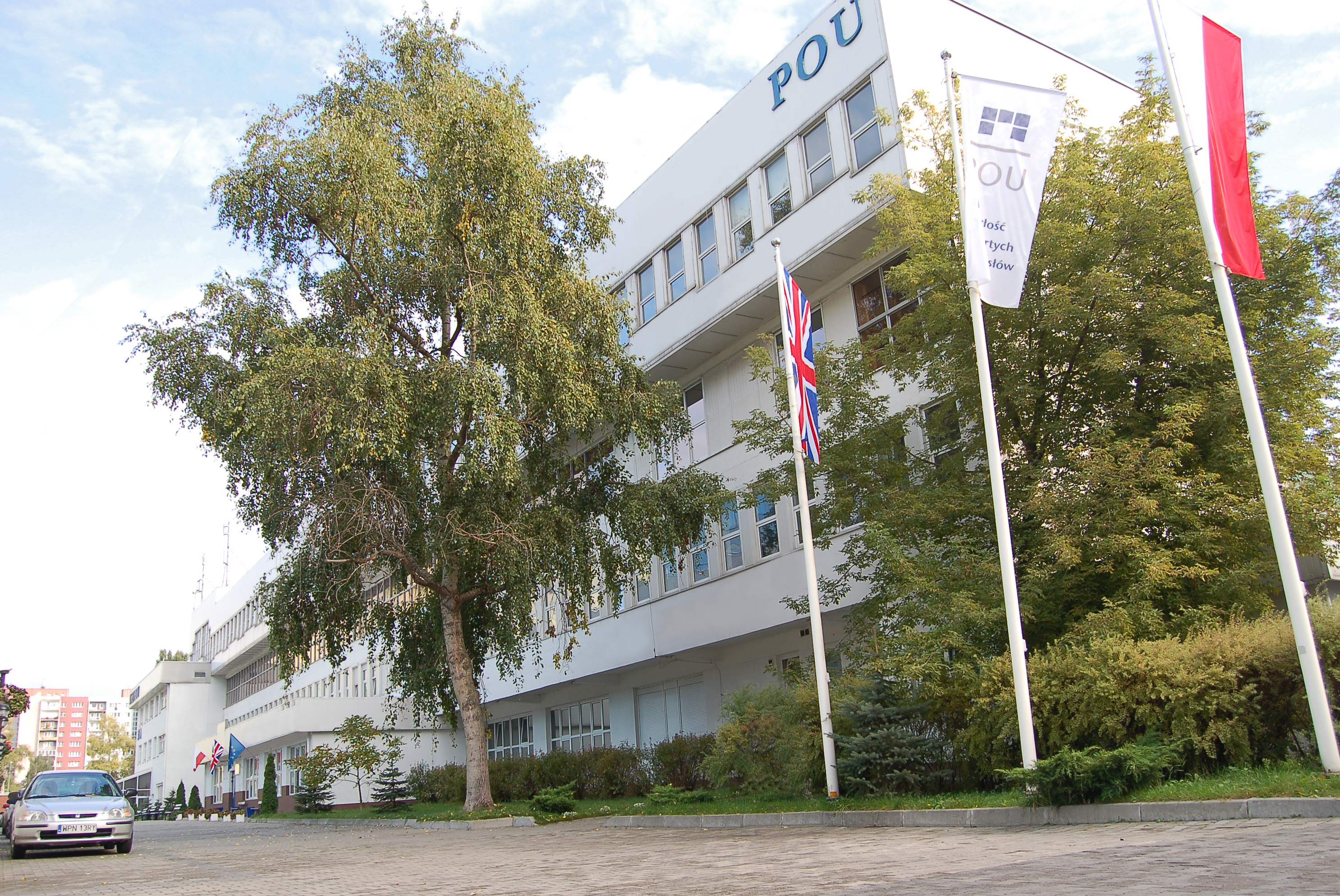
Siedziba Oddziału Mazowieckiego
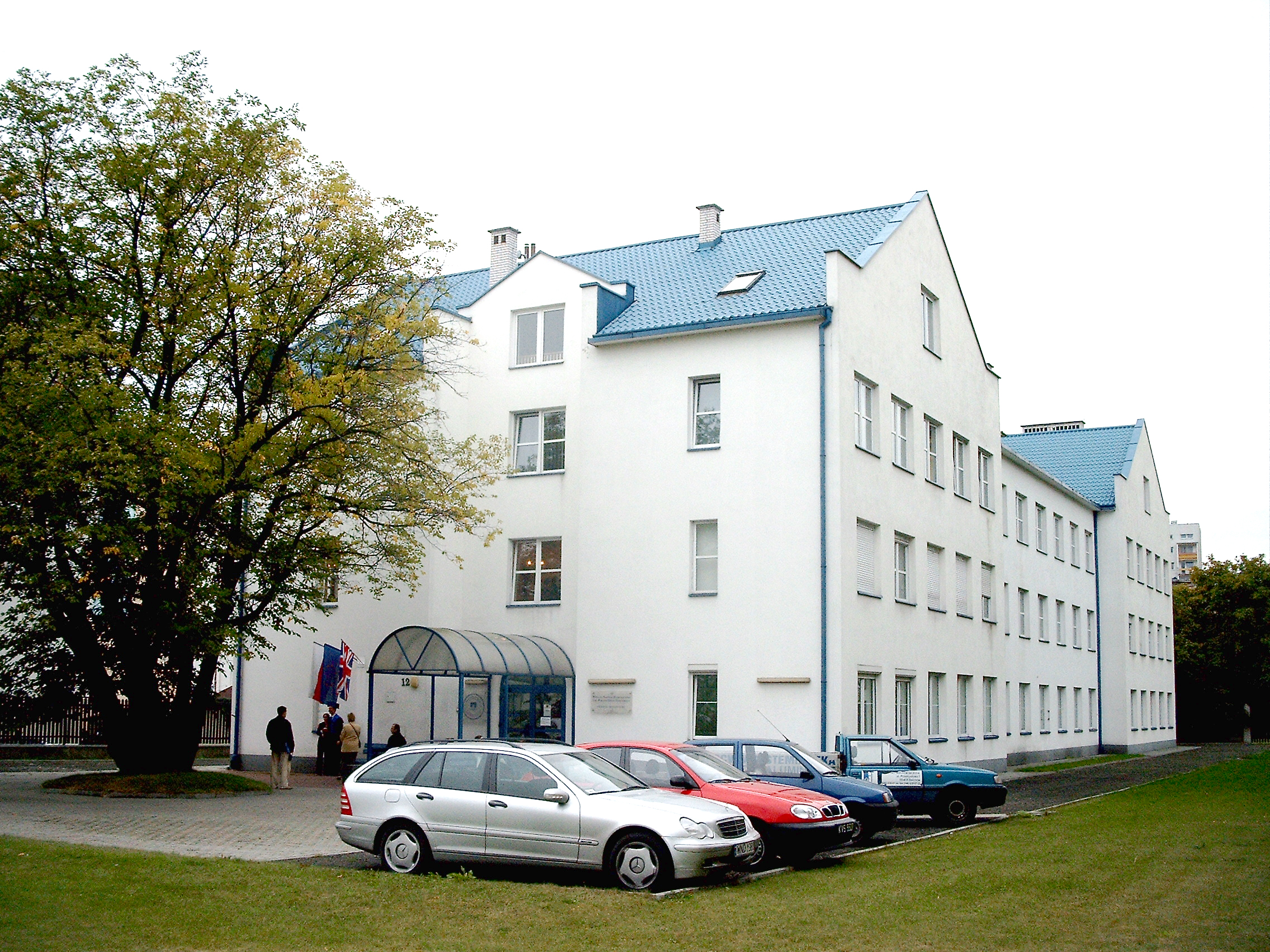
Siedziba Oddziału Małopolskiego

## Struktura organizacyjna i władze uczelni
Rektor Wyższej Szkoły Zarządzania / Polish Open University
- dr Zuzanna Kalisiak

Dziekan Oddziału Dolnośląskiego
- dr Jerzy Matejuk

Dziekan Oddziału Mazowieckiego
- dr inż. Andrzej R. Chrzanowski (1998-2007);
- dr Artur Kwasek (dziekan po 2007)

Dziekan Oddziału Małopolskiego
- dr Agnieszka Knap-Stefaniuk

## Wykaz trybów i kierunków nauczania
W zależności od wybranego rodzaju i programów studiów POU oferowała następujące tryby studiowania:
- dzienny
- wieczorowy
- zaoczny realizowany w systemie e-learning
- zaoczny mieszany

W trakcie studiów student ma prawo do zmiany trybu nauczania.

### Studia I stopnia (licencjackie)
| Kierunek    | Specjalność                     | Język wykładowy – polski | Język wykładowy – angielski | Dyplom Licencjata POU | Dyplom BA OBU |
| ----------- | ------------------------------- | ------------------------ | --------------------------- | --------------------- | ------------- |
| Zarządzanie | Zarządzanie Biznesem            | T                        | T                           | T                     | T             |
| Zarządzanie | Zarządzanie Finansami           | T                        |                             | T                     | T             |
| Zarządzanie | Systemy Informacyjne w Biznesie | T                        |                             | T                     | T             |
| Zarządzanie | Reklama i Marketing             | T                        | T                           | T                     | T             |
| Zarządzanie | Przedsiębiorczość i Zarządzanie | T                        |                             | T                     |               |
| Zarządzanie | Zarządzanie Personelem          | T                        |                             | T                     |               |

### Postgraduate Certificate in Business (PCB)
Postgraduate Certificate in Business (PCB) to program na poziomie magisterskim (poziom 7 według Europejskich Ram Kwalifikacji (EQF)), akredytowany przez Oxford Brookes University.
Program obejmuje kluczowe zagadnienia aktywności biznesowej w najważniejszych obszarach zarządzania biznesem. Kierowany jest do absolwentów kierunków niebiznesowych oraz specjalistów innych dziedzin, np. inżynierów, lekarzy, prawników.
Absolwenci Programu otrzymują Postgraduate Certificate in Business wydawany przez Oxford Brookes University oraz Zaświadczenie o ukończeniu Programu Zarządzania Biznesem wydawane przez Wyższą Szkołę Zarządzania / Polish Open University.

### Studia II stopnia (magisterskie)
| Kierunek    | Specjalność                                                | Język wykładowy – polski | Język wykładowy – angielski | Dyplom Magistra POU | Dyplom MSc OBU |
| ----------- | ---------------------------------------------------------- | ------------------------ | --------------------------- | ------------------- | -------------- |
| Zarządzanie | E-Biznes                                                   | T                        | T                           | T                   | T              |
| Zarządzanie | Zarządzanie Biznesem Międzynarodowym                       | T                        |                             | T                   | T              |
| Zarządzanie | Zarządzanie Zasobami Ludzkimi w Środowisku Międzynarodowym | T                        |                             | T                   | T              |
| Zarządzanie | Zarządzanie Marketingiem w Środowisku Międzynarodowym      | T                        |                             | T                   | T              |
| Zarządzanie | Zarządzanie Finansami w Środowisku Międzynarodowym         | T                        |                             | T                   | T              |

### Studia Master of Science
Wyższa Szkoła Zarządzania / Polish Open University prowadzi roczne studia Master of Science (MSc), których absolwenci otrzymują dyplom Oxford Brookes University z Wielkiej Brytanii.
Studia MSc trwają rok i są realizowane po polsku. To pierwsza tego typu oferta na polskim rynku edukacyjnym.
W ofercie uczelni znajduje się 5 programów studiów:
- Business and Marketing Management
- Business and Human Resource Management
- Business and Financial Management
- International Business Management
- e-Business

Studia adresowane są do osób, które posiadają już dyplom na poziomie min. licencjata lub inżyniera. Na studia mogą zostać przyjęci absolwenci wszystkich kierunków studiów (licencjackich i magisterskich), bez konieczności realizowania różnic programowych.

### Postgraduate Diploma (PgDip)
Postgraduate Diploma (PgDip) to program na poziomie magisterskim (poziom 7 według Europejskich Ram Kwalifikacji (EQF)), akredytowany przez Oxford Brookes University (Oxford, UK).
Absolwenci Programu otrzymują Postgraduate Diploma w wybranej specjalności wydawany przez Oxford Brookes University.
Dostępne specjalności:
- Postgraduate Diploma in Business Marketing Management
- Postgraduate Diploma in Business and Human Resource Management
- Postgraduate Diploma in Business and Financial Management
- Postgraduate Diploma in International Business Management
- Postgraduate Diploma in e-Business

Postgraduate Diploma to odrębny program kształcenia, który może stanowić pierwszy etap w realizacji studiów II stopnia i MSc.

### Studia Executive MBA
Executive MBA w POU to studia dostosowane do potrzeb polskich menedżerów, które posiadają akredytację dwóch zewnętrznych, niezależnych instytucji:
- Association of MBAs (AMBA)
- Oxford Brookes University

Absolwenci POU po ukończeniu studiów Executive MBA otrzymują dwa dyplomy MBA:
- polski nadawany przez Wyższą Szkołę Zarządzania / Polish Open University
- brytyjski nadawany przez Oxford Brookes University

Studia Executive MBA w POU trwają 2 lata (4 semestry). Na program Executive MBA składa się 510 godzin obowiązkowych zajęć, w tym: tzw. seminaria strategiczne, warsztaty z poszczególnych modułów, warsztaty on-line, zajęcia w grupach, konsultacje indywidualne i „electives” – warsztaty wyjazdowe prowadzone przez wykładowców z zagranicy. Około 30% zajęć na studiach Executive MBA prowadzona jest po angielsku.
POU w zależności od potrzeb w poszczególnych oddziałach studia Executive MBA uruchamia w następujących trybach:
- w systemie mieszanym (zajęcia w systemie e-learning + 2 zjazdy 4-dniowe w semestrze w siedzibie uczelni)
- w systemie zjazdów piątkowo-sobotnio-niedzielnych (zajęcia w piątki odbywają się w godz. 17.00–20.30, natomiast w soboty i niedziele w godz. 8.30 do 16.00)

### Studia Post MBA
Studia Post MBA adresowane są do absolwentów MBA, w tym zwłaszcza:
- doświadczonych menedżerów zarządzających działami lub zespołami
- wyższej kadry menedżerskiej, właścicieli firm, członków zarządu

Uczestnik studiów Post MBA ma możliwość indywidualnego kształtowania programu poprzez wybór dowolnych modułów z listy. Jedynym ograniczeniem jest łączna liczba kredytów (CATS points) przypisanych do modułów, która nie może być większa niż 40.
Zajęcia prowadzone są przez praktyków biznesu oraz menedżerów wyższego szczebla zarządzania.
Studia Post MBA można rozpocząć 2 razy w roku:
- od września
- od lutego

Program Post MBA trwa 12 miesięcy.
Warsztaty odbywają się w siedzibie POU w Warszawie lub Krakowie.

### Studia podyplomowe
Studia podyplomowe w POU trwają rok.
W ofercie uczelni istnieją następujące programy studiów podyplomowych:
1. Zarządzanie Biznesem w Środowisku Międzynarodowym
2. Marketing i Komunikacja w Środowisku Międzynarodowym
3. Zarządzanie Kapitałem Ludzkim w Środowisku Międzynarodowym
4. Zarządzanie Wartością Przedsiębiorstwa
5. Nowoczesne Zarządzanie w Środowisku Międzynarodowym
6. E-biznes w Środowisku Międzynarodowym
7. Zarządzanie Projektami
8. Professional Coaching Academy

Studia podyplomowe w POU można realizować w formie niestacjonarnej:
- w siedzibie Uczelni w Warszawie lub Krakowie
- metodą e-learning

### Szkolenia
POU miała w swojej ofercie szkolenia specjalistyczne oraz szkolenia z zakresu jednego modułu. Taka forma kształcenia to rozwiązanie dla wszystkich tych, którzy potrzebują w krótkim czasie zdobyć wiedzę i umiejętności z konkretnej dziedziny biznesu. W szkoleniach mogą wziąć udział również osoby, które nie ukończyły wyższych studiów (dotyczy szkoleń z zakresu jednego modułu).
Szkolenia oferowane przez POU mogą być realizowane:
- w siedzibie uczelni w Warszawie lub Krakowie
- w systemie e-learning

POU oferuje następujące programy szkoleń:
1. Szkolenia specjalistyczne:
  - Zarządzanie Biznesem w Środowisku Międzynarodowym
  - Marketing i Komunikacja w Środowisku Międzynarodowym
  - Zarządzanie Kapitałem Ludzkim w Środowisku Międzynarodowym
  - Zarządzanie Wartością Przedsiębiorstwa
  - E-biznes w Środowisku Międzynarodowym
  - Nowoczesne Zarządzanie w Środowisku Międzynarodowym
2. Szkolenia z zakresu jednego modułu:
  - Zarządzanie Projektami
  - Podstawy Finansów
  - Ludzie i Przedsiębiorstwa
  - Techniki Produkcyjne w Reklamie

## Akredytacje, uczelnie partnerskie i współpraca z zagranicą
POU działa na podstawie Zezwolenia Ministra Edukacji Narodowej nr DNS-3-TBM-14/92 i jest wpisany do rejestru MEN pod numerem 3. W 2004 roku POU z sukcesem przeszedł procedury akredytacyjne i otrzymał pozytywną opinię Państwowej Komisji Akredytacyjnej w odniesieniu do studiów licencjackich i magisterskich.
W 2002 roku POU otrzymał akredytację studiów MBA oraz został członkiem The Association of MBAs.
W 2000 roku POU (jako instytucja) otrzymał akredytację i walidację Oxford Brookes University dla 5 programów studiów licencjackich (dziennych i wieczorowych), Master of Business Administration oraz uzupełniających studiów magisterskich w zakresie e-biznesu. W 2005 roku POU otrzymała akredytację Oxford Brookes University dla wszystkich programów studiów licencjackich realizowanych w systemie e-learning (multimedia i Internet). W grudniu 2006 Oxford Brookes University wydał pozytywną opinię dotyczącą walidacji 3 programów studiów licencjackich prowadzonych w języku angielskim: Business Administration, Marketing and Advertising, Financial Management oraz programu studiów magisterskich w zakresie e-biznesu.Do tego jest potrzebne zewnętrzne źródło niezwiązane z uczelnią – najlepiej link do odpowiedniej podstrony Oxford Brookes Univ
Polish Open University ściśle współpracuje z dwiema uczelniami brytyjskimi: Oxford Brookes University i Leeds Metropolitan University. Współpraca z Oxford Brookes University odbywa się na wielu płaszczyznach. Najważniejszą z nich jest dydaktyka. Współpraca z OBU obejmuje:
- akredytację i walidację programów studiów licencjackich i magisterskich
- akredytację i walidację programu Executive Master of Business Administration MBA
- kontrolę jakości
- rozwój kadry
- wspólne przedsięwzięcia naukowo-dydaktyczne

Współpraca między Wyższą Szkołą Zarządzania / Polish Open University a Leeds Metropolitan University, dotyczy wymiany studentów, wykładowców oraz wspólnego programu studiów doktorskich w języku angielskim.j.w. potrzebne potwierdzenie w postaci źródeł pochodzących z tych uczelni
Wyższa Szkoła Zarządzania / Polish Open University jest aktywnym uczestnikiem programu LLP Erasmus.

## Nagrody i wyróżnienia
Wyższa Szkoła Zarządzania / Polish Open University od 2004 roku zajmuje pierwsze miejsce wśród niepaństwowych szkół biznesu i zarządzania w rankingu szkół wyższych przygotowanym przez tygodnik „Wprost”. W 2007, podobnie jak w poprzednich latach, POU został zakwalifikowany do kategorii uczelni klasy międzynarodowej.
W maju 2007 program MBA Wyższej Szkoły Zarządzania / Polish Open University prowadzony we współpracy z Oxford Brookes University z Wielkiej Brytanii zajął 2. miejsce w rankingu studiów MBA tygodnika „Wprost”. W rankingu uwzględniono wszystkie programy studiów MBA prowadzone przez uczelnie publiczne oraz prywatne.
W 2007 w rankingu studiów MBA, przygotowanym przez tygodnik „Warsaw Business Journal”, program studiów MBA prowadzony przez Wyższą Szkołę Zarządzania / Polish Open University zajął 1 miejsce.Znowu – potrzebne źródło z czasopisma, nie ze strony samej uczelni
Internetowa platforma edukacyjna POU o nazwie E-edusystems została uhonorowana w XIII edycji konkursu godłem „Teraz Polska”, przyznawanym najlepszym polskim produktom oraz usługom. POU jest jak dotąd jedyną polską instytucją edukacyjną uhonorowaną w tym konkursie.Potrzebne bezpośrednie źródło organizatorów konkursu „Teraz Polska”

## Wydawnictwo PRET
Redakcją, składem i drukiem wszystkich publikacji POU zajmuje się wydawnictwo PRET S.A, które działa od 1988 roku. PRET publikuje książki i czasopisma w formie tradycyjnej (papierowej) i elektronicznej. Specjalizuje się w problematyce zarządzania, ekonomii, finansów i marketingu.
Wszyscy studenci POU w ramach czesnego otrzymują podręczniki do konkretnych modułów. Wszystkie podręczniki akademickie POU udostępnia na płytach CD. Podręczniki elektroniczne POU mają opcję druku, można je drukować w całości lub we fragmentach.
Uczelnia wydaje:
- miesięcznik „Zarządzanie Zmianami” (ISSN 1897-3329) – biuletyn Wyższej Szkoły Zarządzania / Polish Open University, który ukazuje się od grudnia 2006 w Internecie (www.pou.pl/biuletyn) i dociera do ponad 9 tys. czytelników. Biuletyn prezentuje osiągnięcia naukowe i dydaktyczne uczelni, jest także forum wymiany informacji o życiu studenckim i naukowym
- „Minirepetytorium” – przegląd definicji i zagadnień, pomocny dla studentów i praktyków biznesu
- „Zeszyty Naukowe” Wyższej Szkoły Zarządzania / Polish Open University (ISSN 1730-3129) – kwartalnik ukazujący się od 2003 r. Autorami publikowanych w nim tekstów są pracownicy uczelni i inni specjaliści z zewnątrz, rekomendowani przez komitet programowo-redakcyjny

## Pozaakademicka działalność uczelni
- EC POU – (Centrum Wschodnie POU) – think tank, którego celem jest próba odpowiedzi na pytanie: jak należy działać na polu gospodarki i polityki w Europie Środkowej i Wschodniej aby móc skutecznie wykorzystać biznesowy potencjał tego regionu.
- Ogólnopolski program rozwoju przedsiębiorczości dla szkół średnich – ideą programu jest kształtowanie postaw przedsiębiorczych wśród młodzieży z wykorzystaniem innowacyjnych metod nauczania. W ramach programu przygotowywane są m.in. warsztaty z zakresu przedsiębiorczości dla nauczycieli i uczniów szkół średnich, warsztaty w formie filmu oraz podręcznik uzupełniający do nauki przedsiębiorczości dla nauczycieli.
- Klub MBA – klub zrzeszający studentów i absolwentów studiów MBA w POU. Powstał on w 2004 z inicjatywy studentów i absolwentów POU.